# Bundesautobahn 553
La Bundesautobahn 553, abbreviata anche in A 553, è una breve autostrada tedesca della lunghezza di 13 km che unisce la città di Brühl (in Renania Settentrionale-Vestfalia) con l'autostrada A 1 e l'autostrada A 61.

## Percorso
| A 553 |           |                  |      |                |                |
| Tipo  | n° uscita | Indicazione      | km   | Corrispondenze | Strada europea |
|       |           |                  |      |                |                |
|       | 1         | Kreuz Bliesheim  | 0,0  |                |                |
|       | 2         | Brühl Süd        | 4,4  |                |                |
|       | 3         | Brühl - Bornheim | 7,2  |                |                |
|       | 4         | Brühl Ost        | 11,0 |                |                |
|       | 5         | Brühl Nord       | 13,2 |                |                |